# دیا (گروه موسیقی)
دیا (به انگلیسی: Dia) گروه موسیقی کره‌ای است.
دیا حرفه رسمی خود را در سپتامبر 2015 با اهنگ Somehow از آلبوم Do It Amazing شروع کردند.